# Zoogonoides laevis
Zoogonoides laevis är en plattmaskart. Zoogonoides laevis ingår i släktet Zoogonoides och familjen Zoogonidae. Inga underarter finns listade i Catalogue of Life.